# ثم لم يبق أحد (مسلسل قصير 2015)
ثم لم يبق أحد مسلسل قصير And Then There Were None صدر عام 2015 الذي كان أول بث له على بي بي سي 1 من 26-28 ديسمبر 2015. تم تعديل البرنامج المكون من ثلاثة أجزاء بواسطة سارة فيلبس وإخراج كريج فيفييروس وهو مبني على رواية أجاثا كريستي لعام 1939 التي تحمل نفس الاسم.   تتميز السلسلة بطاقم من الممثلين، بما في ذلك دوغلاس بوث، تشارلز دانس، مايف ديرمودي، بيرن جورمان، آنا ماكسويل مارتن، سام نيل، ميراندا ريتشاردسون، توبي ستيفنس، نوح تايلور، وإيدن تورنر. يتبع البرنامج مجموعة من الغرباء المدعوين إلى جزيرة منعزلة حيث يتم قتلهم واحدا تلو الآخر بسبب جرائمهم السابقة.
تلقى المسلسل، الذي ظهر لأول مرة لـ 6 ملايين مشاهد، لإشادة نقدية مع العديد من الإشادة بالكتابة والعروض والتصوير السينمائي. كما سجلت درجات عالية.

## ملخص الفيلم
في يوم حار في أواخر أغسطس 1939 ، تمت دعوة ثمانية أشخاص، جميعهم غرباء لبعضهم البعض، إلى جزيرة صغيرة منعزلة قبالة ساحل ديفون، إنجلترا، تسمى جزيرة الجندي، من قبل «السيد والسيدة أوين». استقر الضيوف في منزل القصر في الجزيرة، وكان يتولى رعايتهما خادمان، زوج وزوجة، السيد توماس روجرز والسيدة. إثيل روجرز، لكن مضيفيهم غائبون. عندما يجلس الضيوف على العشاء، يلاحظون القطعة المركزية والتي عليها عشرة تماثيل تجريدية من اليشم، من المفترض أنهم يمثلون عشرة جنود مرتبين في دائرة. بعد ذلك، وضع السيد روجرز على سجل الحاكي، الذي يتهم منه الصوت كل الحاضرين بارتكاب جريمة قتل. بعد ذلك بوقت قصير، مات أحد الحفلات بسبب التسمم، ثم تم قتل المزيد والمزيد من الناس، وكل ذلك بطرق مرادفة لقصيدة مثبتة في الجزء الخلفي من باب كل غرفة نوم. مع كل وفاة، يزيل القاتل تمثالًا من القطعة المركزية ليتزامن مع الاختفاء الشرير للقافية لكل «صبي صغير الجندي». يقرر الأشخاص الباقون العمل معًا. يجب أن يكتشفوا من هو القاتل قبل نفاد الوقت ولا يبقى أحد.

## الشخصيات
- دوغلاس بوث بدور انتورني جيمس
- تشارلز دانس بدور Justice لورانس وارغراف
- ماييف درمودي بدور فيرا اليزابيث كلايثرون
- بيرن جورمان بدور المحقق النقيب ويليان هنري بولار
- آنا ماكسويل مارتن بدور إيثيل روجرز
- سام نيل بدور الجنرال جون غوردون ماك ارثر
- ميراندا ريتشاردسون بدور ايميلي كارولاين برينت
- توبي ستيفنز بدور الدكتور ادوارد آرمسترونج
- نواه تايلور بدور ثوماس روجرز
- أيدان تورنر بدور فيليب لومبارد
- Harley Gallacher بدور Cyril Ogilvie Hamilton
- Paul Chahidi بدور اسحق موريس
- Charlie Russell بدور أودري
- Richard Hansell بدور صوت التسجيل
- Christopher Hatherall بدور فريد ناراكوت
- Ben Deery بدور هنري ريتشموند
- Margot Edwards بدور السيدة برادي
- Rob Heaps بدور هيوغو هاميلتون
- Celia Henebury بدور ليسلي ماك آرثر
- Tom Clegg بدور لاندور
- Daisy Waterstone بدور باتريشيا
- Catherine Bailey بدور أليفيا هاميلتون
- Joseph Prowen بدور إدوارد سيتون

## الإنتاج

### التصور
ثتم تكليف بن ستيفنسون وشارلوت مور للبي بي سي للاحتفال بالذكرى 125 لميلاد أغاثا كريستي. تم إنتاج المسلسل بواسطة ماموث سكرين بالشراكة مع الخاصة بانتاجات اجاثا كريستي.  
وقالت الكاتبة سارة فيلبس إلى بي بي سي إنها صدمت من رواية وحشية الرواية. عند مقارنة الرواية بعمل كريستي الآخر، قالت، «في قصص ماربل وبوارو، هناك شخص ما لكشف الغموض، وهذا يمنحك شعورًا بالأمان والأمن، للتنبؤ بما سيحدث بعد ذلك. في هذا الكتاب الذي لم يحدث - لن يأتي أحد لإنقاذك، لا أحد يأتي على الإطلاق للمساعدة أو الإنقاذ أو التفسير.» 

### التصوير
بدأ التصوير في يوليو 2015. تم استخدام منطقة كورنوال للعديد من مشاهد الميناء والشاطئ، بما في ذلك Holywell Bay و Kynance Cove و Mullion Cove. خدم Harefield House في هيلينغدون، خارج لندن، كموقع لقصر الجزيرة. زينت مصممة الإنتاج صوفي بيشر المنزل بأسلوب مصممي الثلاثينيات مثل سيري موجام وإلسي دي وولف. تم تصوير السلالم ومشاهد المطبخ أدناه في وررثام بارك في Hertfordshire. تم تصوير مشاهد للسكك الحديدية في جنوب ديفون للسكك الحديدية بين Totnes و Buckfastleigh.

## Episodes
| ر. الإجمالي | العنوان    | المخرج         | الكاتب      | تاريخ العرض الأصلي | عدد المشاهدات UK (بالمليون) |
| --- | ---------- | -------------- | ----------- | ------------------ | --------------------------- |
| 1 | «الحلقة1»  | كرييج فايفيروس | سارا فيليبس | 26 ديسمبر 2015     | 9.56                        |
| في أغسطس 1939 ، وصل ثمانية غرباء إلى جزيرة الجندي في انجلترا، معظمهم بدعوى ظاهريًا من قبل الأصدقاء القدامى أو المالكين الحاليين الظاهريين لهم، السيد والسيدة أوين. لم يكن هناك مضيف لاستقبالهم ولكن هناك موظفين محليين من المنطقة، وهما الزوجان توماس وإثيل روجرز. يجد "الضيوف" نسخة من قافية الأطفال "عشرة جنود صغار" في كل من غرفهم وعشر تماثيل من اليشم على طاولة غرفة الطعام. بعد العشاء، يلعب السيد روجرز، الذي تم تكليفه بالقيام بذلك، سجل حاكي ، حيث يتم تسمية جميع الضيوف وكذلك السيد والسيدة روجرز على أنهم مسؤولون عن وفاة (أو موت) إنسان آخر تهربوا منه. تم الكشف عن أن أحد الضيوف (Blore) هو محتال باستخدام اسم آخر. ثمانية ضيوف يدحضون الاتهامات الموجهة إليهم، لكن فيليب لومبارد وأنطوني مارستون لا يرفضون ذلك. مات مارستون بعد ذلك بوقت قصير من حلج السيانيد بطريقة مشابهة لطريقة الجندي الصغير الأول. في اليوم التالي، وجدت الطباخة السيدة روجرز ميتة في سريرها لأسباب غير معروفة، مطابقة للآية الثانية من القصيدة. تظهر فيرا كلايثورن للدكتورة أرمسترونج أن اثنين من الجنود في غرفة الطعام قد اختفوا. .          |            |                |             |                    |                             |
| 2 | «الحلقة 2» | كرييج فايفيروس | سارا فيليبس | 27 ديسمبر 2015     | 8.45                        |
| تسمم الضحيتين يلقي بظلال الشك على الدكتور أرمسترونغ، الذي تم تفتيش حقيبته. في الوقت الذي يجري فيه البحث عن السيد أوين الغامض في الجزيرة، تبدأ طبيعة الاتهامات بالظهور؛ ويؤكد فيليب لومبارد أنه قتل 21 أفريقيًا من أجل مكافأة الماسفي افريقيا، وتروي إميلي برنت الماضي المصيري لخادتها السابقة ، بياتريس تايلور، والجنرال ماك آرثر يستسلم للجنون، وشل بالذنب بسبب قتل مرؤوسه وحبيب زوجته، آرثر ريتشموند. بعد العثور على الجنرال مع تحطيم رأسه بواسطة تلسكوب، يدرك السبعة الباقون أن كل من ترك الرسالة الغامضة ينوي جعل تهديدهم حقيقيا، فوفقًا لقواعد قافية الحضانة. تقترح Wargrave نظرية دامغة للآخرين بأن القاتل هو واحد منهم. بعد أن تم العثور على الخدم، السيد روجرز ، مقسمًا مفتوحًا بفأس ، ووجدت الآنسة برنت مخزونة بإحدى إبر الحياكة الخاصة بها ، وتجمع الناجون الخمسة معًا للبحث في جميع الغرف والمتعلقات لكشف القاتل وإنقاذ أنفسهم. |            |                |             |                    |                             |
| 3 | «الحلقة 3» | كرييج فايفيروس | سارا فيليبس | 28 ديسمبر 2015     | 8.33                        |
| خمسة من أصل عشرة اشخاص تم اختفقائهم وموتهم. تم العثور على القاضي وارغراف ، مرتديا ملابسه لتتناسب مع قصيدة Chancery من القصيدة ، مع إصابة طلق ناري في الرأس. أعلن ارمسترونغ وفاته. ينخرط الأربعة الباقون في بكاجان مخلوط بالكحول والمخدرات. فيرا وفيليب يمارسان الجنس. خلال الليل، غادر أرمسترونغ المنزل تاركا الثلاثة الآخرين للاعتقاد بأنه القاتل. طمس كمين وطعن قاتل من قبل القاتل يرتدي سجادة جلد الدب. في وقت لاحق ، يتم جلب جثة أرمسترونغ من المد. تمكنت فيرا من رفع مسدس فيليب وعندما اتهمها ، أطلقت عليه الرصاص فقتله. هذيان ، تعود إلى غرفتها حيث ينتظر حبل المشنقة. في نشوة ، تبدأ في تعليق نفسها. ثم ، يدخل القاضي وارجريف ، حيًا تمامًا ، ويكشف كيف أراد خلق لغز غير قابل للحل ومعاقبة المذنبين ، وكيف ينوي إطلاق النار على نفسه لإكمال القصيدة. تحاول فيرا المساومة مع Wargrave ، لكنه يسحب الكرسي من تحتها ويتركها تموت. يعود إلى غرفة الطعام ، حيث وضع الطاولة لشخصين. يحمل المسدس بالرصاصة النهائية ويطلق النار على نفسه. يرتد المسدس إلى الأرض عند إعداد الطاولة الأخرى ، وبالتالي يخلق لغزًا غير قابل للحل للشرطة. |            |                |             |                    |                             |

## الاستقبال من الجمهور
المسلسل القصير تلقى استحسانًا نقديًا وحقق نجاحًا في تقييمات بي بي سي ، حيث حققت الحلقة الأولى أكثر من 6 ملايين مشاهد وأصبحت ثاني أكثر البرامج مشاهدة في Boxing Day . حقق كل من الحلقتين اللاحقتين أكثر من 5 ملايين مشاهد.
عند مراجعة مجمع Rotten Tomatoes ،للمسلسل حصل على تقييم التأييد بنسبة 92٪ بناءً على 13 مراجعة ، بمتوسط تقييم 7.5 / 10. نص إجماع منتقدي الموقع على ما يلي: «الظلام يُعدم بشكل متقطع ، وبعد ذلك لم يكن هناك أي شيء يقدم نظرة بذيئة بوقاحة إلى الطبيعة البشرية».
قدم بن دويل من راديو تايمز مراجعة إيجابية. أعطى جاسبر ريس من The Daily Telegraph الحلقة الأولى 4 من أصل 5 نجوم ، واصفا إياها بـ «الإثارة النفسية السوداء كإثارة لغز القتل» و «قابل للتفاقم».
مراجعة الحلقة الأولى، صحيفة يومية UK الجارديان لاحظت ' سام ولاستون، «[...] التي تدير أيضا أن أكون مخلصا، وليس فقط في مؤامرة ولكن في الروح أيضا. أعتقد أن ملكة الجريمة ستوافق. أنا بالتأكيد. نادرًا ما يحصل القتل الجماعي على مثل هذا المرح». بمراجعة الحلقة الأخيرة لصحيفة ديلي تلغراف ، أعطاها تيم مارتن 4 من أصل 5 نجوم ، واصفا إياها بـ «العمل الطبقي» ، وأثنى على التكيف لتسليط الضوء على ظلام رواية كريستي ، التي ادعى أنه لم يحاول أي تكيف سابق.

## الروابط الخارجية
- ثم لم يبق أحد (مسلسل قصير 2015) على موقع IMDb (الإنجليزية)
- ثم لم يبق أحد (مسلسل قصير 2015) على موقع ميتاكريتيك (الإنجليزية)
- ثم لم يبق أحد (مسلسل قصير 2015) على موقع روتن توميتوز (الإنجليزية)
- ثم لم يبق أحد (مسلسل قصير 2015) على موقع فيلمافينيتي (الإسبانية)
- ثم لم يبق أحد (مسلسل قصير 2015) على موقع ليتربوكسد (الإنجليزية)
- ثم لم يبق أحد (مسلسل قصير 2015) على موقع كينوبويسك (الروسية)
- ثم لم يبق أحد (مسلسل قصير 2015) على موقع ألو سيني (الفرنسية)
- ثم لم يبق أحد (مسلسل قصير 2015) على موقع قاعدة بيانات الفيلم (الإنجليزية)

- And Then There Were None  في قاعدة بيانات الأفلام على الإنترنت (بالإنجليزية)
- And Then There Were None at BBC Programmes
- And Then There Were None at Rotten Tomatoes